# Ablerus macilentus
Ablerus macilentus är en stekelart som först beskrevs av De Santis 1974.  Ablerus macilentus ingår i släktet Ablerus och familjen växtlussteklar. Inga underarter finns listade i Catalogue of Life.